# Canon de 155 mm long modèle 1877
Le canon de 155 mm L modèle 1877 (L : long), aussi appelé canon de Bange de 155, est une pièce d'artillerie française de la fin du XIXe siècle conçue par Charles Ragon de Bange. Il possède un canon rayé en acier à chargement par la culasse.

## Historique
Ce canon de fort calibre se distinguait des obusiers de la fin du XIXe siècle par sa culasse ingénieuse, un obturateur à filetage interrompu presque parfaitement étanche aux gaz, même aux pressions élevées,.
Massivement utilisé pendant la Première Guerre mondiale (1 400 sont en service en 1914), il sera utilisé dans de nombreux conflits du XXe siècle, telles les guerre d'Espagne, guerre soviéto-polonaise et Seconde Guerre mondiale.
Son tube a été réutilisé pour des canons plus modernes fabriqués par Schneider et Cie, le canon de 155 mm L modèle 1877-1914 (en) et le canon 
de 155 mm L modèle 1918.

## Galerie

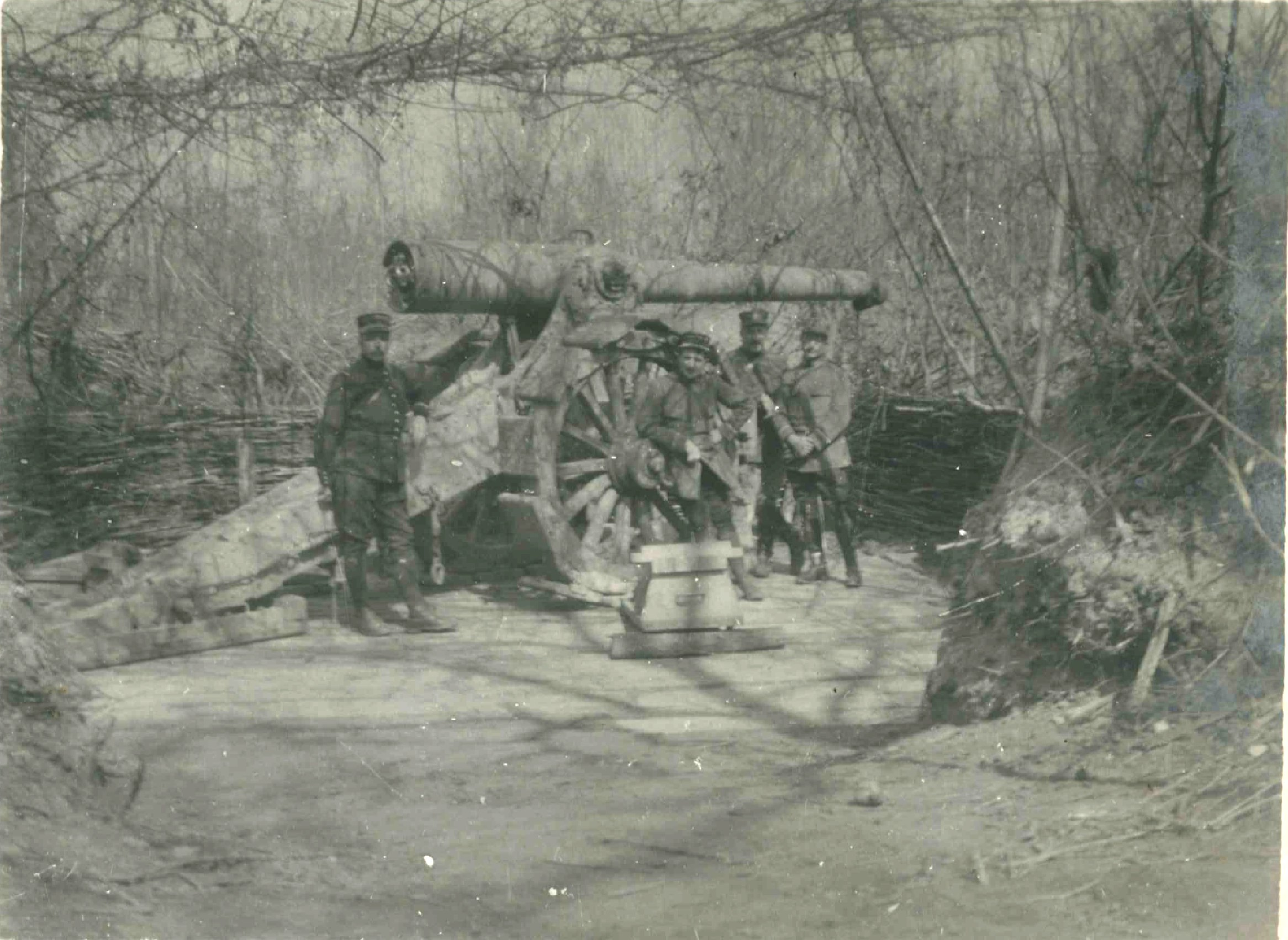
Canon de 155 mm long de Bange, Gernicourt et Roucy (Aisne), janvier-mars 1915
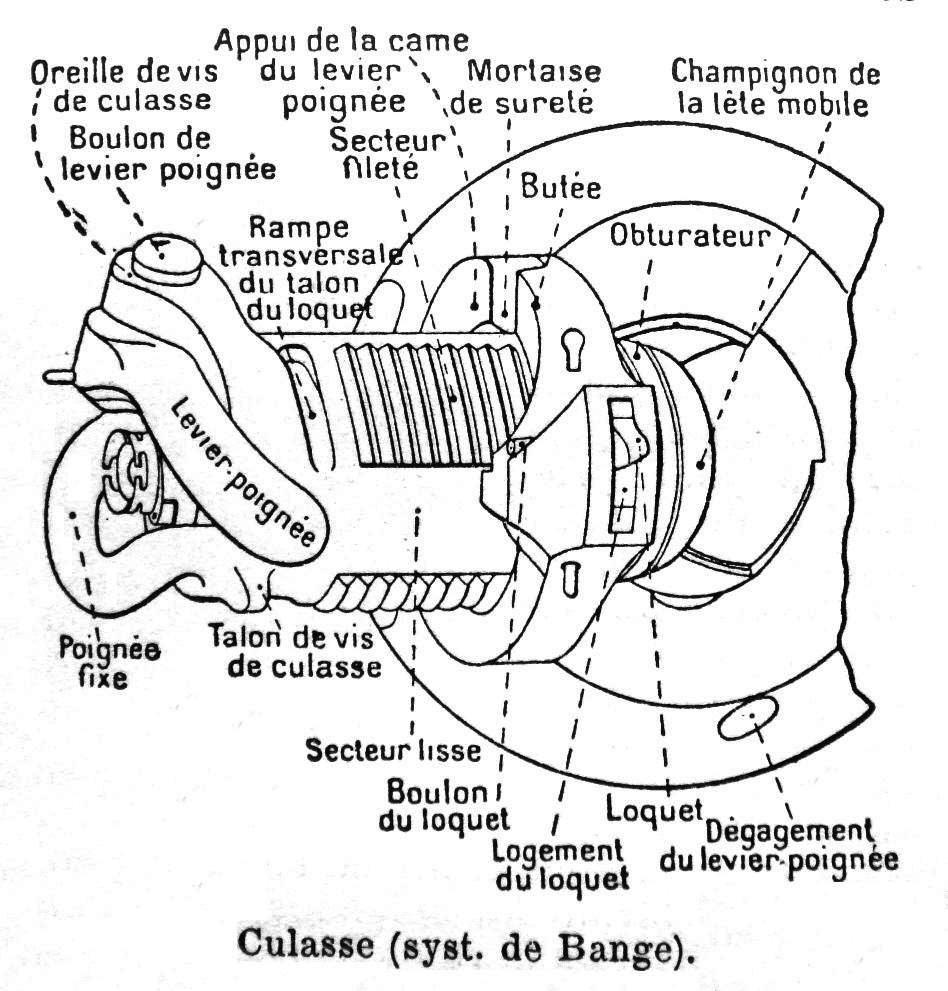
La culasse à filetage interrompu, innovation apportée par le canon de Bange.
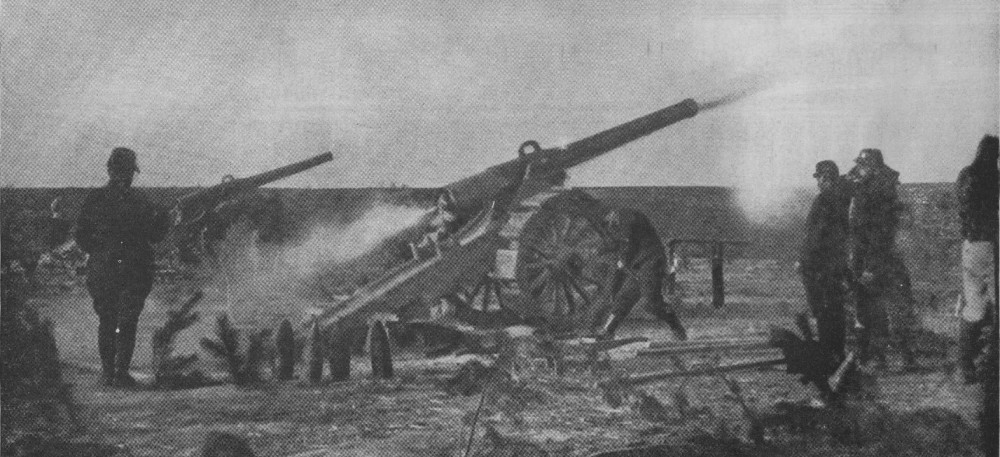
Sur le front de Lorraine en 1915.